# Hành trình trở về (phim 2015)
Hành trình trở về (tiếng Anh: Home) là một bộ phim 3D hoạt hình máy tính khoa học viễn tưởng hài-phiêu lưu của Mỹ 2015 do DreamWorks Animation sản xuất và 20th Century Fox phân phối. Phim chủ yếu dựa trên cuốn sách trẻ em của Adam Rex 2007 The True Meaning of Smekday và có sự lồng tiếng của Jim Parsons, Rihanna, Steve Martin, Jennifer Lopez và Matt Jones. Tim Johnson là đạo diễn, trong khi Chris Jenkins và Suzanne Buirgy giữ ghế sản xuất và kịch bản bởi Tom J. Astle and Matt Ember. Phim được công chiếu tại rạp ngày 27 tháng 3 năm 2015.
Tại Việt Nam phim được Công ty Trách Nhiệm Hữu Hạn Truyền thông Purpose mua bản quyền, lồng tiếng và phát sóng trên kênh HTV3 - DreamsTV vào ngày 17/11/2018.

## Nội dung
Chạy từ kẻ thù của họ, các Tra, các Cậu tìm hành tinh chúng ta, trái Đất, thích hợp cho một nơi gọi về Nhà. Dẫn theo đội Trưởng Smek, họ bắt đầu thân thiện của họ cuộc xâm lược của các hành tinh, di chuyển con người khác các bộ phận của hành tinh trong khi việc Cậu sống trong nhà của họ. Một trong các Cậu, tên Oh là một vui mừng hơn, miễn phí-suy nghĩ thành viên của loài người quyết định mời tất cả các Cậu đến căn hộ của mình cho một bữa tiệc tân gia. Không xa từ Oh là một cô gái tên là Mẹo, người lái đi qua nhà của mình thành phố sau khi bị tách ra từ mẹ cô Lucy trong cuộc xâm lược, để lại cho cô với con vật nuôi mèo Lợn và tiếp nhiên liệu cô hận thù cho các Cậu.
Oh chạy ra đường để tìm một Loại cảnh sát tên là Kyle, người, như những phần còn lại của Cậu, là trầm trọng hơn với Oh. Ông mời hắn đến dự tiệc, và sau đó quyết định gửi một khối lượng mời đến từng Cậu trên trái Đất. Oh chạm, đó thực sự sẽ gửi lời mời để hoàn toàn mỗi người ngoài hành tinh đua trong toàn thiên hà, bao gồm cả các Tra. Sau khi được tuyên bố một kẻ chạy trốn, Oh chạy vào một cửa hàng tiện để lấy vật, chỉ là Mẹo và Lợn được làm như vậy. Họ đi qua nhau, và sau Mẹo là xe không để bắt đầu, Oh biến nó thành một huyền ảo lơ lửng nghề đó nghĩa là chạy vào làm. Oh cản trở một chuyến đi với Đầu khi ông hứa sẽ giúp cô tìm Lucy, nhưng tiếc là, họ phải đi đến các Cậu ở trung Tâm chỉ Huy ở Paris và xác định vị trí của cô ấy từ đó.
Trên đường đến Paris, Mẹo và Oh dừng lại ở một trạm xăng cho một phòng tắm phá vỡ. Hai mỗi nhập của mình vệ sinh (với Mẹo cần phải đẩy Oh ra khỏi Phòng của cô Gái). Oh thông báo một tiểu nắp, và suy nghĩ đó là một "màu Xanh Bạc hà" ăn nó, ghê tởm của mình và Mẹo là hài hước. Tuy nhiên, cô kịp thời nhận là thu về ra từ Oh uống từ "Bát của nước Chanh" (nhà vệ sinh nước). Sau khi chạy trốn Toilet Nam, Oh cố gắng mương Mẹo, chỉ để bất ngờ được tìm thấy bởi Kyle. Trước khi Kyle bắt giữ Oh, Mẹo làm ngã một cái tháp của lon, chỉ để trách móc Oh cho cố gắng để mương cô ấy kiên ghi âm anh ta đến chỗ ngồi. Kyle phát nổ khí ga chỉ là sau khi họ có được ra, cho những ấn tượng sai lầm là anh chỉ cần xóa Oh.
Sau khi Cậu ở trung Tâm chỉ Huy, mà là trong bây giờ nổi Tháp Eiffel, Oh quản lý để có được vào tài khoản của mình, và xóa tin nhắn chỉ vài giây trước khi nó đến Tra. Sau đó, ông cắm trong Đầu não của để giúp cô tìm thấy Lucy. Cuối cùng, họ theo dõi vị trí của mình để Úc, cô đang ở đâu tích cực tìm kiếm cho con gái mình. Các Cậu sau đó tìm thấy hai và cố gắng để Oh, khi Mũi lấy những lực hấp dẫn thao tác hệ thống và lật nó lại gây ra toàn bộ tòa Tháp để nghiêng lộn ngược, do đó, cho phép nhiều thời gian cho cô và Oh để thoát cho Úc.
Khi hai thức dậy, họ nhìn thấy các Cậu cưỡi ngựa của họ trong sợ hãi, và nhận ra rằng một Tra con tàu gần sau lưng họ. Mẹo và Oh quản lý để hạ giá xuống, nhưng trong quá trình một đoạn của nó chạm họ và họ sẽ mất tự động nhiên liệu. Họ đi qua the fallen Tra con tàu và tìm ra rằng nó thực sự là một bay không người lái. Oh hồi phục một đặc biệt chip và sử dụng nó để có được chiếc xe của họ và chạy.
Mẹo và Oh làm cho nó tới Úc và xem các Cậu di tản tới tàu của họ. Khi họ vùng đất xe, Mũi bắt đầu chạy cho mẹ cô, nhưng Oh khẳng định sơ tán với các Cậu thay thế. Mẹo tức giận với anh ta cố gắng để phá vỡ lời hứa một lần nữa, và cô ấy tuyên bố rằng họ chưa bao giờ bạn bè. Đau khổ, Oh trở về với con tàu. Các Tra tàu đến gần với Cậu tàu, nhưng Oh kéo ra Tra chip và sử dụng nó để tàu bay xa Tra. Các Cậu trở thành ngạc nhiên tại Oh của lòng dũng cảm. Smek trở nên khó chịu và nhắc nhở mọi người,... rằng ông là thuyền trưởng. Nhưng Oh đứng lên để Smek, nói với anh ta rằng anh ta là một thuyền trưởng khủng khiếp và rằng Cậu đã trở thành một khủng khiếp đua dưới sự lãnh đạo của mình. Các Cậu trở nên khó chịu bởi sách khải huyền này, dẫn Kyle để lấy Smek là "hay suỵt" (một vương trượng với một tảng đá trên đầu của nó) và đưa nó đến Oh, anh ta tuyên bố đội trưởng mới của họ.
Mẹo lao vu vơ xung quanh thành phố để tìm Lucy, nhưng không ai có thể giúp cô. Oh trở về bên cạnh cô, và giúp cô ấy theo dõi Lucy. Mẹ và con gái cuối cùng đoàn tụ và cảm ơn Oh. Các Tra tàu xuống trên hành tinh này, và Oh nhận ra rằng họ muốn đá trên hay suỵt, kể từ khi Smek trước đó đã bị đánh cắp nó từ chúng. Oh chạy tàu để thử và nhận được sự chú ý của nó, khóa Mẹo và Lucy trong xe cho an toàn. Đấm vỡ ra khỏi xe và tỏa sáng trong Tra của chỉ Huy mặt để mang lại sự chú ý của ông để Oh như ông nắm giữ những viên đá lên. Các Tra chỉ Huy tạm dừng tàu khi nó kéo xuống đất, với Oh trên đường đi của nó. Mẹo chạy đến giải cứu anh ấy, nhưng Oh được dường như bị nghiền nát dưới máy. Nó lưng lên và Oh được tiết lộ được không hề hấn gì. Các Tra chỉ Huy nổi lên từ áo giáp của mình để cho thấy rằng ông thực sự là một vô hại con sao biển giống như sinh vật. Oh trả về đá vào anh ta mà quay ra để chứa hàng triệu phát triển Tra ấu trùng; thế hệ tiếp theo của Tra, tiết lộ rằng này thì ra cậu ấy là người cuối cùng của loại hình của mình. Ông cảm ơn Oh và cuối cùng khởi hành.
Hai tuần sau đó, con người đã trở về với ban đầu của họ, nhà cửa, và Oh cuối cùng để có bữa tiệc của mình tại căn hộ của mình, với con người và Cậu tham dự. Mẹo kịch của cô, âm nhạc và phần còn lại của Cậu để trải nghiệm múa, lần đầu tiên trong khi các Cậu, bao gồm cả Smek tiệc tùng trên mặt trăng, và hàng nghìn tàu từ hành tinh khác, bao gồm cả các Tra, đầu trái Đất cho Oh là bữa tiệc sau khi nhận được mời.